# Halowe Mistrzostwa Świata w Lekkoatletyce 2001 – trójskok mężczyzn
Trójskok mężczyzn – jedna z konkurencji rozgrywanych podczas halowych mistrzostw świata w lekkoatletyce w 2001, zmagania w niej odbyły się 9 marca.
Do konkursu zgłoszonych zostało 11 zawodników z 10 państw.
Zawody w tej konkurencji wygrał reprezentant Włoch Paolo Camossi. Drugą pozycję zajął zawodnik z Wielkiej Brytanii Jonathan Edwards, trzecią zaś reprezentujący Australię Andrew Murphy.

## Wyniki
| Miejsce | Zawodnik            | Państwo           | Podejście | Podejście | Podejście | Podejście | Podejście | Podejście | Wynik | Uwagi |
| Miejsce | Zawodnik            | Państwo           | #1        | #2        | #3        | #4        | #5        | #6        | Wynik | Uwagi |
| ------- | ------------------- | ----------------- | --------- | --------- | --------- | --------- | --------- | --------- | ----- | ----- |
| 01 !    | Paolo Camossi       | Włochy            | 16,97     | 16,81     | 16,48     | 17,32     | X         | 16,87     | 17,32 | NR    |
| 02 !    | Jonathan Edwards    | Wielka Brytania   | 17,06     | 17,12     | X         | 17,12     | 16,79     | 17,26     | 17,26 |       |
| 03 !    | Andrew Murphy       | Australia         | 16,53     | 16,79     | 16,65     | 17,15     | 16,93     | 17,20     | 17,20 | AR    |
| 4.      | Charles Friedek     | Niemcy            | 15,69     | 17,11     | 17,13     | X         | X         | 16,90     | 17,13 | SB    |
| 5.      | Rostisław Dimitrow  | Bułgaria          | 16,65     | 16,91     | X         | X         | 16,88     | X         | 16,91 | SB    |
| 6.      | Fabrizio Donato     | Włochy            | X         | 16,77     | X         | 16,06     | 16,52     | 16,72     | 16,77 |       |
| 7.      | Michael Calvo       | Kuba              | 16,44     | 16,54     | 16,75     | 16,65     | 16,72     | X         | 16,75 |       |
| 8.      | Alaksandar Hławacki | Białoruś          | 16,49     | 16,05     | X         | X         | 16,06     | 16,34     | 16,49 |       |
| 9.      | Kenta Bell          | Stany Zjednoczone | X         | 16,13     | X         | NQ        | NQ        | NQ        | 16,13 |       |
| –       | Ionuț Pungă         | Rumunia           | X         | X         | X         | NQ        | NQ        | NQ        | NM    |       |
| –       | Igor Gawrilenko     | Rosja             | X         | X         | X         | NQ        | NQ        | NQ        | NM    |       |